# Alina Svita
Alina Svita –en bielorruso, Аліна Світа– es una deportista bielorrusa que compite en piragüismo en la modalidad de aguas tranquilas. Ganó una medalla de plata en el Campeonato Europeo de Piragüismo de 2018, en la prueba de K4 500 m.

## Palmarés internacional
| Campeonato Europeo | Campeonato Europeo | Campeonato Europeo | Campeonato Europeo |
| Año                | Lugar              | Medalla            | Competición        |
| ------------------ | ------------------ | ------------------ | ------------------ |
| 2018               | Belgrado (Serbia)  | Medalla de plata   | K4 500 m           |